# Tăng cường thu hồi dầu

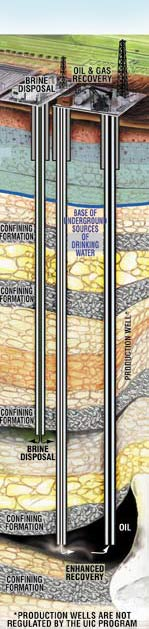
Giếng bơm nén được sử dụng cho tăng cường thu hồi dầu

Tăng cường thu hồi dầu (viết tắt TCTHD) là thực hiện các kỹ thuật khác nhau để tăng số lượng dầu thô có thể được chiết xuất từ một mỏ dầu. Theo Bộ Năng lượng Mỹ, có ba kỹ thuật cơ bản của TCTHD: thu hồi nhiệt, bơm khí và bơm hóa chất.. Những phương pháp TCTHD phức tạp hơn đôi khi còn được gọi là phương pháp thu hồi dầu bậc 4. Sử dụng TCTHD, 30% đến 60% hoặc hơn thế của các bể dầu có thể được khai thác, so với 20% đến 40% khi sử dụng 2 phương pháp thu hồi cơ bản.

## Kỹ thuật
Có ba kỹ thuật cơ bản của TCTHD: bơm khí, bơm nhiệt và bơm chất hoá học. Bơm khí, sử dụng khí như khí đốt tự nhiên, nitơ, hoặc carbon dioxide (CO2), chiếm gần 60% sản phẩm TCTHD ở Hoa Kỳ. Bơm nhiệt có liên quan đến sử dụng nhiệt, chiếm 40% sản phẩm TCTHD ở Hoa Kỳ, hầu hết thực hiện ở California. Bơm Hóa chất, có liên quan đến việc sử dụng chuỗi phân tử dài được gọi là polymer để làm tăng độ hiệu quả của bơm nước, chiếm khoảng 1% của sản phẩm TCTHD ở Hoa Kỳ. Trong 2013, một kỹ thuật gọi là công nghệ xung Plasma đã được giới thiệu vào Hoa Kỳ từ Nga. Kỹ thuật này có thể tạo nên 50% cải thiện trong việc sản xuất hiện tại.

### Bơm khí
Bơm khí là phương pháp phổ biến nhất trong tăng cường thu hồi dầu. Bơm khí là một thuật ngữ để diễn tả bơm hỗn hợp khí vào bể chứa. Một quá trình di chuyển vẫn duy trì áp suất bể chứa và cải thiện dầu di chuyển vì độ căng bề mặt giữa dầu và nước giảm. 
Điều này đồng nghĩa với loại bỏ mặt tiếp xúc giữa hai chất lỏng. Nó giúp tăng tổng hiệu quả di chuyển.
Khí sử dụng bao gồm CO2, khí đốt tự nhiên hoặc nitơ. Chất lỏng được sử dụng phổ biến nhất là CO2 vì nó làm giảm độ nhớt và rẻ hơn các khí khác. Vận chuyển dầu bằng cách bơm khí CO2 dựa vào hoạt động của khí và dầu thô, phụ thuộc nhiều vào nhiệt độ, áp suất bể dầu và thành phần dầu thô.

### Bơm nhiệt

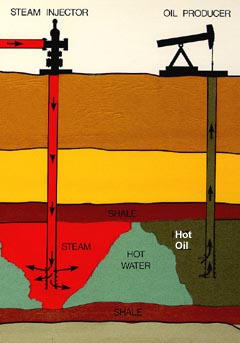
Kĩ thuật bơm nhiệt

Trong phương pháp này, các phương pháp khác nhau được sử dụng để đun nóng dầu thô để giảm độ nhớt và bốc hơi một phần của dầu và do đó giảm tỉ lệ tính di chuyển. Sự tăng nhiệt độ giảm căng bề mặt và tăng độ thấm của dầu. Dầu nóng cũng có thể bốc hơi và rồi lại cô đọng hình thành dầu cải thiện. Các phương pháp bao gồm bơm tuần hoàn hơi nước, bơm hơi và đốt. Những phương pháp cải thiện hiệu quả quét và chuyển hiệu quả. Trong năm 2011 các dự án tăng cường thu hồi dầu bằng năng lượng mặt trời đã được khởi động ở California và Oman, phương pháp này cũng tương tự như TCTHD nhiệt nhưng sử dụng năng lượng mặt trời để sản xuất hơi nước.
Vào tháng 7 năm 2015, Công ty Phát triển Dầu khí Oman và công ty năng lượng mặt trời GlassPoint thông báo rằng họ đã ký một thỏa thuận $600.000.000 để xây dựng một mỏ năng lượng mặt trời 1 GWth trên mỏ dầu Amal. Dự án có mang tên Miraah, sẽ là mỏ năng lượng mặt trời lớn nhất thế giới tính theo công suất nhiệt cao điểm.

#### Bơm hơi
Bơm hơi (xem phác thảo) là một phương pháp đưa nhiệt đến bể dầu bằng cách bơm hơi nước vào giếng với một mô hình tương tự như bơm nước. Cuối cùng hơi cô đọng thành nước nóng, dầu trong khu vực đó bốc hơi, trong khu vực nước nóng dầu giãn nở. Kết quả là, dầu giãn nở làm độ nhớt giảm, và độ thấm tăng. Để bảo đảm thành công quá trình phải có tính chu kỳ. Đây là phương pháp tăng cường thu hồi dầu chính được sử dụng ngày nay.
- Tăng cường thu hồi dầu mặt trời là một hình thức bơm hơi sử dụng các mảng năng lượng mặt trời tập trung năng lượng của mặt trời để làm nóng nước và tạo ra hơi nước. Tăng cường thu hồi dầu mặt trời được chứng minh là một phương pháp thay thế cho bơm khí đốt trong ngành dầu mỏ.

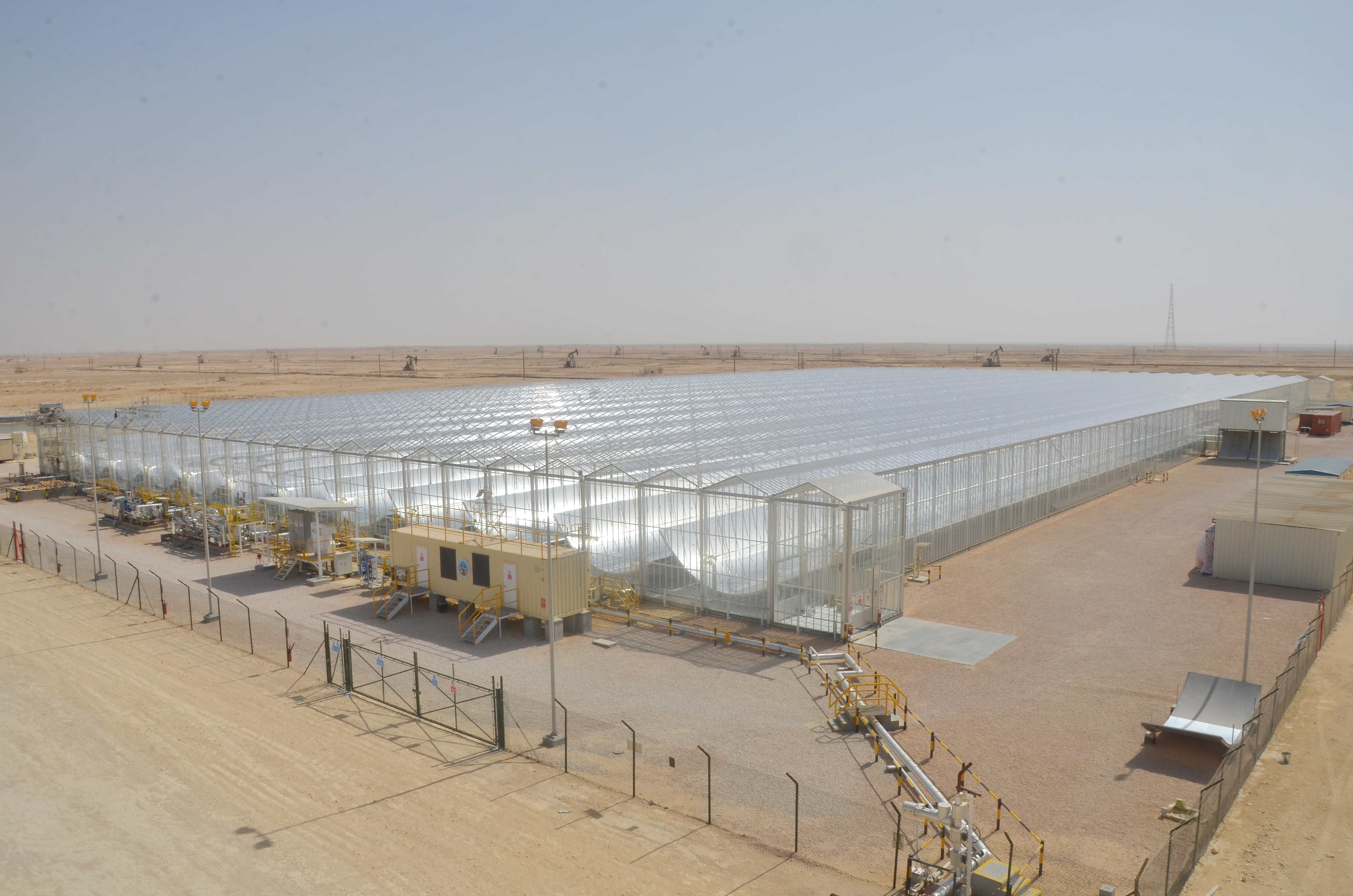
Năng lượng mặt trời dầu tăng cường chỗ phục hồi

#### Bơm lửa
Bơm lửa hoạt động tốt nhất khi độ bão hoà của dầu và độ rỗng cao. Sự đốt cháy sẽ tạo ra sức nóng trong vỉa. Liên tục bơm khí hoặc hỗn hợp các khí khác với lượng oxy cao sẽ duy trì ngọn lửa. Khi lửa đốt cháy, nó di chuyển qua bể dầu tới giếng thu. Nhiệt từ ngọn lửa làm giảm độ nhớt và giúp nước bốc hơi. Hơi nước, nước nóng, khí đốt và một ngân hàng của cất dung môi tất cả hành động để lái xe dầu ở phía trước của lửa tới sản xuất wells.
Có ba phương pháp đốt: làm khô phía trước, ngược lại và đốt cháy ẩm. Làm khô về phía trước, sử dụng một ngọn lửa để đốt dầu. Khi lửa tiến triển dầu được đẩy ra khỏi ngọn lửa hướng về phía giếng thu. Phương pháp ngược lại bơm không khí và sự đốt cháy xảy ra ở hướng ngược lại. Phương pháp ướt đốt ẩm được bơm ngay sau phía trước và biến thành hơi nước nóng bở đá nóng. Cách này phát tán nhiệt đều hơn.

### Bơm hoá chất
Việc tiêm nhiều chất hóa học, thường là dung dịch pha loãng, đã được dùng để tăng tính di động và giảm độ căng bề mặt. Bơm kiềm hoặc dung dịch ăn da vào bể dầu có axit tự nhiên trong dầu sẽ tạo ra xà phòng do đó có thể giảm độ căng bề mặt đủ để tăng sản lượng khai thác. Bơm một dung dịch loãng polyme hòa tan trong nước để tăng độ độ nhớt của nước được bơm vào có thể làm tăng số lượng dầu thu hồi được ở các dạng khác nhau. Dung dịch loãng chất hoạt động bề mặt như dầu khí sulfonat hoặc chất hoạt động bề mặt sinh hoặc như rhamnolipid có thể được bơm để giảm sức căng bề mặt hoặc mao dẫn áp lực mà cản trở dầu từ di chuyển qua bể dầu. Công thức đặc biệt của dầu, nước và các chất nhũ tương, có thể có hiệu quả trong việc này. Ứng dụng những phương pháp này thường bị giới hạn bởi chi phí của các hóa chất và sự hấp thụ mất vào đá của chất chứa dầu. Trong tất cả những phương pháp các hóa chất được tiêm vào một số giếng và sản phẩm sẽ được thu hồi ở một số giếng khác gần đó.

#### Bơm polyme
Bơm polyme bao gồm trộn chuỗi phân tử polyme dài với việc bơm nước để tăng độ nhớt của nước. Phương pháp này cải thiện hiệu quả quét bề mặt và theo chiều dọc nhờ có cải thiện tỉ lệ sự di động nước/dầu.
Chất hoạt động bề mặt có thể được sử dụng kết hợp với polyme; chúng giảm độ căng bề mặt giữa dầu và nước. Điều này làm độ bão hoà dầu cải thiện hiệu quả của quá trình.
Chính bề mặt thường có đồng bề mặt, hoạt động tên lửa đẩy và đồng dung môi thêm với họ để cải thiện ổn định xây dựng.
Ăn da lũ lụt là thêm natri tố để phun nước. Nó làm điều này bằng cách hạ bề mặt căng thẳng, đảo đá khả năng thấm ướt, máy của dầu, huy động của dầu và giúp vẽ ra dầu của rock.
Công nghệ nano là một công nghệ mới được đề xuất. Hiện nay, phương pháp này còn gây tranh cãi và cần được chứng minh.

#### Bơm vi khuẩn
Bơm vi khuẩn là một phần của tăng cường thu hồi dầu bằng vi khuẩn và nó hiếm khi được sử dụng bởi vì chi phí cao và vì sự phân hủy sinh học bởi vi khuẩn chưa được công nhận rộng rãi. Vi khuẩn hoạt động bằng cách phân hủy từng phần các phân tử hydrocarbon, bằng cách tạo ra chất hoạt động bề mặt hoặc sinh cacbon dioxid (sau đó hoạt động như mô tả trong phần Bơm khí bên trên).
Ba phương pháp đã được sử dụng để bơm vi khuẩn. Cách thứ nhất là dịch nuôi cấy vi khuẩn được trộn với một nguồn thực phẩm (carbohydrate như mật mía thường được sử dụng) được bơm  vào bể dầu. Cách thứ hai được sử dụng từ năm 1985, chất dinh dưỡng được bơm  vào đất để nuôi dưỡng vi khuẩn cơ quan những chất gây ra sự vi khuẩn để tăng sản xuất của bề mặt tự nhiên họ thường dùng để chuyển hóa dầu dưới lòng đất. Sau khi bơm  chất dinh dưỡng được tiêu thụ, vi khuẩn đi vào gần-tắt chế độ bên ngoài của họ trở thành ưa, và họ di chuyển đến dầu nước diện khu vực, nơi mà chúng gây ra dầu giọt nước để tạo thành từ khối lượng lớn hơn dầu, làm cho những giọt nhiều khả năng di chuyển đến bp. Phương pháp này đã được sử dụng trong các mỏ dầu ở gần Bốn Góc và ở Beverly Hills Lĩnh vực Dầu ở Beverly Hills, California.
Cách thứ ba được dùng để giải quyết các vấn đề của paraffin sáp thành phần của dầu thô, có xu hướng kết tủa như dầu thô chảy đến bề mặt, kể từ bề mặt trái Đất là đáng kể mát hơn so với dầu trầm tích (một giảm nhiệt độ của 9-10-14 °C nghìn đôi chân của sâu là bình thường).

#### Bơm Cacbon dioxide siêu lỏng
Cacbon dioxide đặc biệt hiệu quả trong hồ chứa sâu hơn 2,000 ft. nơi CO2 sẽ ở trong trạng thái chất lưu siêu tới hạn. Trong các ứng dụng áp suất cao với dầu nhẹ hơn, CO2 có thể trộn với dầu làm dầu phồng lên, và giảm nhớt, và cũng có thể giảm sức căng bề mặt đá chứa. Trong trường hợp hồ có áp suất thấp hoặc dầu nặng, CO2 sẽ tạo thành một dòng chất lỏng không thể trộn lẫn, hoặc sẽ chỉ có một phần kết hợp với dầu. Một phần của dầu vẫn có thể phồng, và độ nhớt vẫn có thể được giảm đáng kể.
Trong những ứng dụng này, một nửa hoặc hai phần ba của lượng CO2 được bơm vào trở lại với dầu thu được và thường dược tiêm lại vào hồ chứa để giảm chi phí vận hành. Phần còn lại bị mắc kẹt trong các hồ chứa dầu bởi nhiều lý do. Cacbon Dioxide như một dung môi có lợi ích tiết kiệm kinh tế hơn so với các chất lỏng tương tự có thể trộn khác như prôpan và butan.

### Xung Plasma
Công nghệ xung Plasma là kỹ thuật mới nhất được sử dụng ở Mỹ năm 2013. Công nghệ này có nguồn gốc từ Liên Bang Nga ở St. Petersburg tại Đại Học Khai Thác với tài trợ và sự hỗ trợ từ trung Tâm cải tiến Skolkovo. Nhóm phát triển ở Nga và đội triển khai khắp nước Nga, châu Âu, và bây giờ Mỹ đã thử nghiệm công nghệ này trong giếng thẳng với gần 90% các giếng cho thấy hiệu quả tích cực. 
Tăng cường thu hồi dầu bằng xung Plasma sử dụng năng lượng chất thải thấp không có tác động xấu đến môi trường mà có hiệu quả ngang bằng các phương pháp khác  . Trong mọi trường hợp lượng nước kéo theo cùng dầu được giảm đi từ việc xử lý trước khi thu hồi.

## Chi phí kinh tế và lợi ích
Tăng cường thu hồi dầu thêm vào chi phí của dầu - trong trường hợp CO2 thường giữa 0.5-8.0 US$ mỗi tấn CO2. Tăng khai thác dầu mặt khác, là một lợi ích kinh tế với doanh thu tùy thuộc vào  giá dầu hiện hành. Tăng cường thu hồi dầu trên cạn phải trả 10-16 US$ cho mỗi tấn CO2 bơm vào đẻ thu được dầu với giá 15-20 US$/thùng. Mức giá hiện hành phụ thuộc vào nhiều yếu tố nhưng có thể xác định hiệu quả kinh tế qua các phương pháp đã thực hiện, sử dụng nhiều phương pháp hơn hoặc các phương pháp đắt hơn sẽ làm tăng giá dầu. Ví dụ: Với giá dầu ở khoảng 90 US$/thùng, lợi ích kinh tế là khoảng 70 US$ mỗi tấn CO2. Bộ năng lượng Hoa Kỳ ước tính rằng 20 tỉ tấn CO2 có thể sản xuất 67 tỷ thùng dầu thu hồi có hiệu quả kinh tế.

## Tác động đến môi trường
Giếng tăng cường phục hồi dầu thường bơm số lượng lớn nước được tạo ra đến bề mặt. Nước này có chứa nước muối và cũng có thể chứa chất độc kim loại nặng và chất phóng xạ. Việc này thường có thể rất nguy hiểm đến nguồn nước uống và môi trường nếu không kiểm soát đúng cách. Giếng thải được sử dụng để ngăn chặn ô nhiễm bề mặt của đất và nước bằng cách bơm lượng nước được tạo ra sâu dưới lòng đất.
Tại Hoa Kỳ, hoạt động giếng bơm được quản lý bởi cơ quan bảo vệ môi trường Hoa Kỳ (EAP) và chính phủ các bang dưới Luật Nước Uống Sạch. EAP đã ban hành quy định Kiểm Soát Bơm Dưới Lòng Đất (UIC)  để bảo vệ nguồn nước uống. Giếng tăng cường phục hồi dầu được quy định là giếng "Cấp II" theo EPA. Những quy định này yêu cầu người khai thác bơm nước muối đã qua sử dụng cho việc phục hồi sâu xuống dưới lòng đất bằng giếng thải Cấp II.